# Bernat van Cardona en Raset
Bernat van Cardona en Raset (Girona 1591 - aldaar 13 december 1658) was prior van het klooster Sant Miquel del Fai in Bigues i Riells, aartsdiaken en kanunnik en later bisschop van Girona. Van juli 1642 tot juli 1644 was hij de 96ste president van de Generalitat de Catalunya in Catalonië.
In die periode was Catalonië politiek sterk met Frankrijk verbonden maar ook Castilië probeert het gebied met militaire inzet te veroveren. Er waren wel ernstige wrijvingen met de Franse kroon, wegens de hoge belastingen, een gebrek aan respect voor de rechten en vrijheden van de staten en de verplichting Franse soldaten bij de bevolking in te kwartieren. Het was een periode van oorlog tussen de Spaanse en de Franse kroon en er heerst grote onzekerheid. Op 23 januari 1641 tekende hij in naam van de Generalitat  het Tractaat van Péronnes, waarbij Catalonië, Cerdanya en Rosselló koning Lodewijk XIII als vorst erkenden. Bij het einde van zijn mandaat viel de stad Lleida in handen van de troepen van Castilië.